# Жукитиба
Жукитиба (порт. Juquitiba)  —  муниципалитет в Бразилии, входит в штат Сан-Паулу. Составная часть мезорегиона Агломерация Сан-Паулу. Находится в составе крупной городской агломерации Агломерация Сан-Паулу. Входит в экономико-статистический  микрорегион Итапесерика-да-Серра. Население составляет 31 256 человек на 2006 год. Занимает площадь 521,598 км². Плотность населения — 59,9 чел./км².
Праздник города —  28 марта.

## История
Город основан в 1964 году.

## Статистика
- Валовой внутренний продукт на 2003 составляет 181.670.905,00 реалов (данные: Бразильский институт географии и статистики).
- Валовой внутренний продукт на душу населения на 2003 составляет 6.252,44 реалов (данные: Бразильский институт географии и статистики).
- Индекс развития человеческого потенциала на 2000 составляет 0,754  (данные: Программа развития ООН).

## География
Климат местности: субтропический. В соответствии с классификацией Кёппена, климат относится к категории Cfa.